# La Liberacíon
| Оценки критиков | Оценки критиков |
| Источник        | Оценка          |
| --------------- | --------------- |
| Allmusic        | [ 1 ]           |
| The Guardian    | [ 2 ]           |
| NME             | [ 3 ]           |

La Liberacíon — третий студийный альбом группы Cansei de Ser Sexy, выпущен в 2011 году. В записи сингла «Hits Me Like a Rock» участвовал Бобби Гиллеспи из Primal Scream.

## Список композиций
| №   | Название                                      | Длительность |
| --- | --------------------------------------------- | ------------ |
| 1.  | «I Love You»                                  | 3:48         |
| 2.  | «Hits Me Like a Rock» (feat. Bobby Gillespie) | 3:37         |
| 3.  | «City Grrrl» (feat. Ssion)                    | 4:24         |
| 4.  | «Echo of Love»                                | 3:47         |
| 5.  | «You Could Have It All»                       | 3:45         |
| 6.  | «La Liberación»                               | 2:13         |
| 7.  | «Partners in Crime» (feat. Mike Garson)       | 4:12         |
| 8.  | «Ruby Eyes»                                   | 2:46         |
| 9.  | «Rhythm to the Rebels»                        | 3:37         |
| 10. | «Red Alert» (feat. Ratatat)                   | 3:28         |
| 11. | «Fuck Everything»                             | 5:32         |

| №   | Название  | Длительность |
| --- | --------- | ------------ |
| 12. | «Yolanda» | 3:19         |

| №   | Название | Длительность |
| --- | -------- | ------------ |
| 12. | «Knees»  | 3:41         |

| №   | Название            | Длительность |
| --- | ------------------- | ------------ |
| 12. | «Tutti Frutti Fake» | 3:17         |
| 13. | «Cats»              | 3:17         |

| №   | Название               | Длительность |
| --- | ---------------------- | ------------ |
| 14. | «I Couldn't Care Less» | 3:30         |

## Участники записи
- Lovefoxxx — вокал
- Луиза Са — гитара, ударные, клавишные
- Ана Резенде — гитара, клавишные, губная гармоника
- Каролина Парра — гитара, ударные
- Адриано Синтра — ударные, гитара, бас-гитара, вокал, продюсер